# Dwór w Mieroszowie
Dwór w Mieroszowie – zabytkowy dwór  w Mieroszowie – mieście w Polsce na Dolnym Śląsku, w województwie dolnośląskim, w powiecie wałbrzyskim, w Kotlinie Mieroszowskiej, u podnóża Gór Suchych w Sudetach Środkowych.
Dwukondygnacyjny dwór wybudowany w XVIII w. położony jest w Mieroszowie, 